# Umdasch
Die Umdasch Group AG ist eine international tätige Unternehmensgruppe mit Hauptsitz in Amstetten (Österreich).

## Unternehmen
Das Unternehmen geht auf die 1868 gegründete Zimmerei Stefan Hopferwieser zurück und ist heute in mehr als 60 Ländern aktiv. Im Geschäftsjahr 2024 beschäftigten die Umdasch Group und ihre Divisionen im Jahresschnitt rund 10.500 Mitarbeiter. Mit einem Jahresumsatz von 1,93 Mrd. Euro (2024) zählt die Unternehmensgruppe zu den größten Firmen Österreichs.
Zu den Divisionen der Umdasch Group zählen Doka, umdasch The Store Makers und umdasch Industrial Solutions.
Doka ist eines der weltweit führenden Unternehmen in der Entwicklung, Herstellung und im Vertrieb von Beton-Schalungstechnik. Zudem ist das Unternehmen globaler Anbieter von Gerüst-Lösungen am Bau.
umdasch The Store Makers ist aktiv in der Konzeption, Planung und Umsetzung von Ladenbau-Lösungen und Branding-Konzepten für Einzelhandelsunternehmen – inklusive der Integration von digitalen Elementen.
Die 2025 gegründete Division umdasch Industrial Solutions bietet Gerüst-, Sicherheits- und Wartungslösungen im Betrieb von Industrieanlagen.
Strategisch verfolgt die Umdasch Group das Ziel, ihren Kunden Lösungen entlang des gesamten Lebenszyklus eines Bauobjekts zu bieten. Über die Kernbereiche der Divisionen hinaus arbeitet der Innovation-Hub Umdasch Group Ventures an neuen Geschäftsmodellen rund um innovative Technologien, Methoden und Materialien.
Eigentümerin der Umdasch Group AG ist die Familie Umdasch. Wolfgang Litzlbauer ist seit 1. Juli 2021 Vorsitzender des Vorstands.

## Kennzahlen
2024 betrug der konsolidierte Konzernumsatz 1,93 Mrd. Euro. Die Umdasch Group AG ist in mehr als 60 Ländern mit über 170 Vertriebsstandorten vertreten. Der Konzern beschäftigte 2024 weltweit im Durchschnitt rund 10.500 Mitarbeiter.

## Projekte
Das Leistungsspektrum von Doka umfasst die Bereitstellung von Schalungs- und Gerüstsystemen sowie Komponenten für den zivilen Hochbau, Brückenbau, Tunnelbau und Infrastrukturbau. Darüber hinaus werden Doka-Schalungssysteme für architektonisch anspruchsvolle Sichtbetonprojekte eingesetzt, die auf ein besonderes Betonbild Wert legen. Referenzprojekte der Doka umfassen das Hochhaus Exchange 106 in Kuala Lumpur, die Luxuswohnanlage The Hills in Dubai, den Wohn- und Bürokomplex Hudson Yards in New York sowie den SM Megamall Tower in Manila. Außerdem weltweite Tunnel, Kraftwerke und Brücken sowie den Wohnbau und gewerblichen Bau. So etwa den 320 Meter langen Tunnel Galleria Stalvredo in den Schweizer Alpen, die Shanghai-Nantong Yangtze River Bridge in China, das Grand Egyptian Museum in Ägypten, die Greenline Metro in Qatar sowie das 695-MW-Wasserkraftwerk Keeyask in der kanadischen Provinz Manitoba.
umdasch The Store Makers realisiert ganzheitliche und anspruchsvolle Ladenbau-Lösungen für nationale und internationale Einzelhandelsunternehmen im Food- und Non-Food Retail-Business und ist insbesondere für Kunden aus den Bereichen Lebensmittel, Mode/Sport/Schuhen, Drogerien, Automotive, Retail Banking sowie im Travel Retail Geschäft aktiv. Von der Ladenbau-Planung und Konzeption über die Produktion und Umsetzung der Einrichtung bis zur Verantwortung der Montage sowie des Baumanagements ist umdasch The Store Makers ein ganzheitlich ausgerichteter Dienstleister – Digital Retail-Lösungen inklusive. Die Gruppe wurde bereits für globale Einzelhändler wie Harrods, Coach, Ferrari, Nike, Superdry, Bosch, Valiant Bank, Hudson’s Bay, Kastner & Öhler sowie Rewe, SPAR, dm drogerie markt, Bipa und zahlreichen Reformhäusern tätig.

## Geschichte
Die Zimmerei wurde 1868 von dem in Kollmitzberg geborenen Zimmerer Stefan Hopferwieser, dem Ur- bzw. UrurGroßvater der heutigen Eigentümer in Amstetten gegründet. Begünstigt durch die fortschreitende Industrialisierung und insbesondere durch die verkehrsbezogene Aufschließung der Wirtschaftsräume durch den Ausbau des Schienennetzes Anfang des 20. Jahrhunderts konnte die Zimmerei in den Folgejahren stark wachsen. Vor dem Ersten Weltkrieg beschäftigte das Unternehmen bereits 100 Mitarbeiter. Angeschlossen an die Zimmerei war auch ein Sägewerk.
1937 heiratete die Enkelin des Gründers – Mathilda Hopferwieser – den aus Oberösterreich stammenden Josef Umdasch. In seiner Ära wurde aus einem Holz- und Sägebetrieb ein Industrieunternehmen. Er legte den Grundstein für die industrielle Fertigung, indem er in den 60er Jahren der Holzverarbeitung eine eigene Metallverarbeitung hinzufügte.
In den 1970er und 1980er Jahren folgte eine Periode der starken Expansion im In- und Ausland sowohl im Bereich Ladenbau als auch im Bereich Schalungstechnik. 1990 verstarb Josef Umdasch mit 78 Jahren. Fortan führten seine Tochter Hilde Umdasch (Vorsitzende) und ihr Bruder Alfred Umdasch gemeinsam mit Ernst Röck das mittlerweile zu einer Aktiengesellschaft umgewandelte Unternehmen. Die fortschreitende Expansion des Unternehmens führte zur weiteren Ausweitung der Produktionskapazitäten, ein Doka-Zweitwerk in St. Martin am Ybbsfelde wurde 1994 errichtet.
1999 wechselten Hilde Umdasch, Alfred Umdasch und Ernst Röck in den Aufsichtsrat. Reinhold Süßenbacher wurde zum Vorstand ernannt, die internationale Expansion wurde fortgesetzt. Als er 2010 in den Aufsichtsrat wechselt, wird Andreas Ludwig Vorstand der Gruppe.
2018 feierte das Unternehmen seinen 150-jährigen Geburtstag. 
2021 tritt Wolfgang Litzlbauer als Vorstandsvorsitzender der Unternehmensgruppe die Nachfolge von Andreas J. Ludwig an.
2023 wurde der Gerüsthersteller AT-PAC, Atlanta, USA Teil der Umdasch Group.
2024 wird das in Malaysien beheimatete Schalungsunternehmens MFE Formwork Technology, ein Anbieter von monolithischer Aluminiumschalung, akquiriert. Mit ihr übernimmt der Konzern mehr als 2.000 neue Mitarbeiter.
Am 1. Jänner 2025 geht die jüngste Division der Umdasch Group an den Start: umdasch Industrial Solutions.